# Denis du Moulin
Denis du Moulin (Meaux, 1380/1390 – Parigi, 15 settembre 1447) è stato uno pseudocardinale francese.

## Biografia
Nacque a Meaux tra il 1380 ed il 1390.
L'antipapa Felice V lo elevò al rango di cardinale nel concistoro del 12 novembre 1440.
Morì il 15 settembre 1447 a Parigi.

## Genealogia episcopale e successione apostolica
La genealogia episcopale è:
- Vescovo Guillaume de Champeaux
- Patriarca Denis du Moulin

La successione apostolica è:
- Vescovo Jean Milet (1443)